# Beethoven auf Schatzsuche
Beethoven auf Schatzsuche ist ein US-amerikanischer Spielfilm aus dem Jahr 2003. Er ist die vierte Fortsetzung des Films Ein Hund namens Beethoven mit Bernhardiner Beethoven als Hauptfigur.

## Handlung
Die zwölfjährige Sara Newton fliegt aus dem Feriencamp und soll mit ihrem Bernhardiner Beethoven einen Monat bei ihrem chaotischen Onkel Freddie Kablinski im verschlafenen Örtchen Quicksilver verbringen. Der gleichaltrige Garrett stellt ihr die ebenso skurrilen Bewohner des Örtchens vor.
Als Sara und Beethoven mit Freddie und Garrett zum Fischen fahren, findet Beethoven in einer stillgelegten Mine einen alten Geldschein. Als Sara in einem Geschäft mit Beethovens Geldschein bezahlen will, hält die Verkäuferin ihn für Falschgeld. Sara will den Geldschein bei Sheriff Julie Dempsey abgeben und erfährt von ihr, dass dieser aus den 1920er Jahren stammt und inzwischen einen großen Sammlerwert hat.
Der Bürgermeister erzählt Sara, dass die Quecksilbermine von Quicksilver dem Örtchen unheimlichen Reichtum brachte, bis sie wegen gesundheitlicher Gefahren stillgelegt wurde. Er erzählt auch von dem Gangsterpärchen Rita und Moe Selig, die in den 1920er Jahren eine Reihe von Banküberfällen begingen. Auf ihrer Flucht ertranken sie in einem See von Quicksilver; ihre Beute wurde jedoch nie gefunden. Angeblich suchen die Geister des Gangsterpärchens nachts nach dem Geld.
Nachts machen sich Sara und ihre Freunde auf die Suche nach dem verschwundenen Geld und begegnen dabei den anderen Dorfbewohnern, die die gleiche Idee hatten. Sara glaubt, die Geister des Gangsterpärchens zu sehen; zudem finden sie und ihre Freunde eine Nelke, das Markenzeichen des Pärchens.
Sara und Garrett wollen in der städtischen Bibliothek nach dem Gangsterpärchen recherchieren. Bibliothekar Giles reagiert jedoch abweisend.
In der Nacht bricht jemand in das Haus von Onkel Freddie ein. Der alte Dollar-Schein verschwindet, an seiner Stelle liegt nun eine rote Nelke. Als sie den Bibliothekar verdächtigen und in seiner Bibliothek einbrechen, finden sie Fotos vom Gangsterpärchen und einen Negativstreifen.
Am nächsten Morgen ist Beethoven verschwunden; auf dem Briefkasten liegt wieder eine Nelke. Garret findet auf dem Negativstreifen ein Foto, das das Gangsterpärchen mit einem Baby zeigt. Sara vermutet, dass das Gangsterpärchen nicht ertrunken, sondern in Wahrheit entkommen ist, und der Bibliothekar ihr Kind ist. Ein eindeutiger Hinweis für sie ist auch, dass „Giles“, der Name des Bibliothekars, rückwärts gelesen „Selig“, den Namen des Gangsterpärchens, ergibt. Der Bibliothekar erzählt Sara und ihren Freunden die Geschichte: Nachdem die Seligs beinahe ertrunken wären, flohen sie nach Kanada und beendeten ihre Bankräuberkarriere. Zudem wurde eine Suche nach dem Geld so gut wie unmöglich, da die Schatzkarte im See untergegangen ist. Nach dem Tod der Seligs wollte Giles das Geld finden, gab aber seine Suche schließlich irgendwann auf. Beethoven jedoch befindet sich nicht bei ihm.
Es stellt sich heraus, dass Bürgermeister Herman den Geldschein gestohlen und Beethoven entführt hat. Mit dessen Hilfe will er den Schatz finden. Beethoven kann jedoch fliehen und läuft zu Sara und ihrem Onkel. Er führt Sara und ihre Freunde in der Mine zu dem Versteck des Schatzes. Da Freddys Wagen sabotiert wurde, ruft er Julie zu Hilfe. In der Zwischenzeit stiehlt Harold das Geld und flieht. Er stößt jedoch mit Julies Polizeiwagen zusammen, wird von Beethoven gestellt und sogleich von Julie verhaftet.

## Kritiken
„Fünfter Ableger der ‚Beethoven‘-Serie um den kinderfreundlichen Bernhardiner. Anspruchslose Familienunterhaltung, die inszenatorisch in allen Belangen enttäuscht.“